# 鲁昂主宫医院
鲁昂主宫医院（法語：Hôtel-Dieu de Rouen）是法国鲁昂老城中心的一处历史建筑，现在用作滨海塞纳省省政府和诺曼底大区政府。

## 历史
原属主宫医院的圣玛达肋纳堂于1910年3月21日列为法国历史古迹，主宫医院则于1932年3月11日列为法国历史古迹。
法国大革命期间，主宫医院改为国立医院。直到1970年修女们才返回。教堂则在1790年改为堂区教堂，随后在恐怖时期关闭，1802年重新开放。